# Liste der Wasserstofftechnologien
In der Liste der Wasserstofftechnologien sind Verfahren zur Gewinnung, Speicherung und Nutzung von Wasserstoff aufgeführt.

## Technologien der Wasserstoffgewinnung
Siehe auch Farbeinteilung zur Markierung des Wasserstoff-Herstellungsverfahrens
| Technologie                    | Kurzbeschreibung |
| ------------------------------ | --- |
| Dampfreformierung              | Bei der Dampfreformierung werden Kohlenwasserstoffe durch allotherme oder autotherme Reaktion in Wasserstoff umgewandelt. Beispielsweise Wasserstoffproduktion aus Methan oder Methanol (siehe Methanol-Reformer).                                               |
| Partielle Oxidation            | Bei der partiellen Oxidation wird Wasserstoff aus Kohlenwasserstoffen wie Erdgas oder Heizöl unter Sauerstoffmangel in einem exothermen Prozess umgesetzt. |
| Autotherme Reformierung        | Die autotherme Reformierung ist eine Kombination aus Dampfreformierung und partieller Oxidation, um den Wirkungsgrad zu optimieren. |
| Kværner-Verfahren              | Das vom norwegischen Unternehmen Kværner entwickelte Verfahren trennt Kohlenwasserstoffe in einem Plasmabrenner bei 1600 °C vollständig in Aktivkohle (reinen Kohlenstoff) und Wasserstoff.                                                                      |
| Pyrolyse und Biomassevergasung | Bei der Pyrolyse wird Wasserstoff durch eine thermo-chemische Spaltung organischer Verbindungen erzeugt. Im Gegensatz zur Vergasung und zur Verbrennung geschieht dies ausschließlich unter der Einwirkung von Wärme und ohne zusätzlich zugeführten Sauerstoff. |
| Fermentation                   | Bei der Fermentation wird Wasserstoff durch anaerobe Mikroorganismen direkt aus Biomasse gewonnen. |
| Wasser-Elektrolyse             | Bei der Wasser-Elektrolyse wird Wasserstoff mit einem Elektrolyseur durch elektrischen Strom erzeugt, der an zwei sich in Wasser befindende Elektroden angelegt wird.                                                                                            |
| Hochtemperatur-Elektrolyse     | Wasser-Elektrolyse, bei der durch hohe Temperaturen (bis 900 °C) der Wirkungsgrad verbessert wird |
| Chloralkali-Elektrolyse        | Bei der Chloralkali-Elektrolyse entstehen Wasserstoff und Chlor als Nebenprodukte der Herstellung von Natron- und Kalilauge in der Chemischen Industrie |
| Thermochemische Herstellung    | Oberhalb einer Temperatur von 1.700 °C vollzieht sich die direkte Spaltung von Wasserdampf in Wasserstoff und Sauerstoff. Dieses Verfahren ist interessant in Verbindung mit Solarturmkraftwerken.                                                               |
| Photobiologische Gewinnung     | Bei der photobiologischen Herstellung von Wasserstoff nehmen Algen Sonnenlicht auf. Durch die Beeinflussung der von ihnen betriebenen Photosynthese wird die Spaltung von Wasser in Wasserstoff und Sauerstoff erreicht.                                         |
| Biowasserstoffherstellung      | Als Biowasserstoff wird Wasserstoff (H2) bezeichnet, der aus Biomasse oder mittels lebender Biomasse hergestellt wird. |

## Technologien der Wasserstoffspeicherung
| Technologie                                  | Kurzbeschreibung |
| -------------------------------------------- | --- |
| Druckspeicher                                | Wasserstoff wird unter hohem Druck (bis zu 800 bar) in Kunststoffbehältern gelagert. Geringes Gewicht, gut geeignet für kleine Mengen. Verwendung z. B. für Fahrzeugtanks                                  |
| Flüssigspeicher                              | Wasserstoff wird verflüssigt (LH2) und unter Umgebungsdruck bei tiefen Temperaturen (Siedepunkt −252,8 °C, 20,4 K) gelagert. Gut geeignet für große Mengen. Verwendung z. B. für Wasserstofftankstellen    |
| Metallhydridspeicher                         | Der Wasserstoff wird in den Lücken eines (kalten) Metallgitters eingelagert und bei Erwärmung des Speichers wieder abgegeben. Hohes Gewicht. Verwendung z. B. in U-Booten                                  |
| Speicherung durch Adsorption                 | Anlagerung von Wasserstoffmolekülen an die Oberflächen von Stoffen mit hoher innerer Oberfläche wie z. B. Zeolithe, Metal Organic Frameworks oder Carbon Nanotubes.                                        |
| Reversibel chemisch gebundener Wasserstoff   | Speicherung beispielsweise in Form von Flüssigen Organischen Wasserstoffspeichern (LOHC) (z. B. Dibenzyltoluol), Methanol (Methanol-Herstellung aus Wasserstoff, Methanol-Reformierung) oder Ameisensäure. |
| Irreversibel chemisch gebundener Wasserstoff | Speicherung beispielsweise in Form von Methanol oder Methan. |

## Technologien der Wasserstoffverteilung und Infrastruktur
| Technologie              | Kurzbeschreibung |
| ------------------------ | --- |
| Ionischer Verdichter     | Verdichtung von Wasserstoff auf bis zu 900 bar (GH2) |
| Kolbenverdichter         | Verdichtung von Wasserstoff auf bis zu 850 bar (GH2) |
| Wasserstoffverflüssiger  | Verflüssigung von Wasserstoff (LH2) |
| Wasserstofftankfahrzeuge | Tankfahrzeuge für Flüssig- oder Druckwasserstoff |
| Wasserstoffpipelines     | Transport und Speicherung von Wasserstoff in Rohrleitungen |
| Wasserstofftankstellen   | Öffentliche Wasserstofftankstellen sind meist den Tankstellen fossiler Treibstoffe angegliedert. Je nach regionalem Bedarf verkaufen sie Flüssigwasserstoff (LH2) oder Druckwasserstoff (GH2 350 bar oder 700 bar). Das Netz der Wasserstofftankstellen in Deutschland befindet sich im Ausbau. |
| Hydrogen highway         | Anordnung von Wasserstofftankstellen innerhalb der Fahrzeugreichweiten, die es ermöglicht, mit Wasserstofffahrzeugen größere Strecken zurückzulegen. |
| Erdgasnetz               | Beimischung im Erdgasnetz mit Abtrennung vor Ort |

## Technologien der Wasserstoffnutzung

### Blockheizkraftwerke, Stromaggregate
| Technologie                           | Kurzbeschreibung |
| ------------------------------------- | --- |
| Brennstoffzellen-Blockheizkraftwerk   | Brennstoffzellen, die Strom und Wärme erzeugen. Der Wirkungsgrad beträgt dabei bis zu 90 %                                                 |
| Inselenergieversorgung                | Autarke Energieversorgung für Inseln, z. B. Utsira                                                                                         |
| Notstromversorgung (USV)              | Unterbrechungsfreie Stromversorgung, z. B. für Rechenzentren                                                                               |
| Stromversorgung für Verkehrsflugzeuge | Stromversorgung durch Brennstoffzellen inklusive der Herstellung von Gebrauchswasser und sauerstoffarmer Luft zum Fluten von Kerosintanks. |

### Brennstoffzellen
| Technologie                                                        | Kurzbeschreibung |
| ------------------------------------------------------------------ | --- |
| Alkalische Brennstoffzelle (AFC)                                   | Alkalischer Elektrolyt. Verwendung in der Raumfahrt und als U-Boot-Antrieb |
| Polymerelektrolyt-Brennstoffzelle (NT-PEMFC)                       | Verwendung in Brennstoffzellenfahrzeugen (Wirkungsgrad elektrisch bis 60 %) |
| Hochtemperatur-Polymerelektrolytmembran-Brennstoffzelle (HT-PEMFC) | Verwendung in Brennstoffzellenfahrzeugen und in stationären Anwendungen (Wirkungsgrad elektrisch bis 60 %) |
| Direktmethanol-Brennstoffzelle (DMFC)                              | Verwendung für die Stromversorgung von Laptops und anderen mobilen Geräten |
| Reformer-Methanol-Brennstoffzelle (RMFC)                           | Verwendung in Brennstoffzellenfahrzeugen und in stationären Anwendungen (Wirkungsgrad elektrisch bis 55 %) |
| Phosphorsäure-Brennstoffzelle (PAFC)                               | Verwendung als Blockheizkraftwerk |
| Schmelzkarbonat-Brennstoffzelle (MCFC)                             | Kann neben Wasserstoff auch direkt mit Erdgas oder Biogas betrieben werden. Verwendung in größeren Blockheizkraftwerken |
| Festoxid-Brennstoffzelle (SOFC)                                    | Kann neben Wasserstoff auch direkt mit Erdgas, Biogas oder Propangas betrieben werden. Verwendung zur Stromerzeugung und in Blockheizkraftwerken. Kann wegen der hohen Ausgangstemperaturen in Heizkraftwerken auch mit nachgeschalteter Turbine betrieben werden. |

### Fahrzeugantriebe
| Technologie                        | Kurzbeschreibung                                                         |
| ---------------------------------- | ------------------------------------------------------------------------ |
| Brennstoffzellen-PKW               | Elektrofahrzeug, dessen Energie durch eine Brennstoffzelle erzeugt wird. |
| Brennstoffzellen-Busse             | Verwendung in einigen Großstädten, z. B. Hamburg                         |
| Brennstoffzellen-Schienenfahrzeuge | Schienenfahrzeuge, die mit Brennstoffzellen angetrieben werden           |
| Brennstoffzellen-Zweiräder         | Fahrräder und Motorroller, die mit Brennstoffzellen angetrieben werden   |
| Wasserstoffverbrennungsmotor       | Modifizierter Otto-Motor, der mit Wasserstoff betrieben wird             |

### Sonstige Antriebe
| Technologie                    | Kurzbeschreibung |
| ------------------------------ | --- |
| Raketenantriebe                | Raketentriebwerke, die Wasserstoff und Sauerstoff als Treibstoff verwenden                                                        |
| Antriebe für Überwasserschiffe | Schiffe, die mit Brennstoffzellen oder wasserstoffmotor angetrieben werden                                                        |
| Antriebe für U-Boote           | U-Boote, die im Tauchbetrieb mit Brennstoffzellen angetrieben werden, um damit bis zu zwei Wochen unter Wasser bleiben zu können. |
| Flugzeugantriebe               | Bemannte und unbemannte Flugzeuge, die mit Brennstoffzellen oder Wasserstoffmotor angetrieben werden                              |

### Sonstiges
| Technologie            | Kurzbeschreibung |
| ---------------------- | --- |
| Wasserstoffabtrennung  | Abtrennung von hochreinem Wasserstoff aus verdünnten oder verunreinigten wasserstoffhaltigen Gasen (beispielsweise elektrochemische Wasserstoffabtrennung durch die Membran-Elektroden-Einheit, welche auch für die Hochtemperatur-Polymerelektrolytmembran-Brennstoffzelle verwendet wird) |
| Wasserstoffdetektor    | Ermitteln von Wasserstoffkonzentrationen in der Luft |
| Wasserstoffmikrosensor | Aufspüren von Lecks in Wasserstoffanlagen |